# 五箇村 (福井県)
五箇村（ごかむら）は福井県大野郡にあった村。現在の大野市の北東部、越美北線・勝原駅周辺及び打波川流域にあたる。

## 地理
- 山岳：荒島岳、小荒島岳、湯谷山、大舟山、赤兎山、よろぐろ山、一ノ峰、二ノ峰、願教寺山、よも太郎山、薙刀山、野伏ヶ岳
- 河川：九頭竜川、打波川

## 歴史
- 1889年（明治22年）4月1日 - 町村制の施行により、上打波村、下打波村、仏原村、西勝原村及び東勝原村の区域をもって、五箇村が発足する。
- 1954年（昭和29年）7月1日 - 大野町、下庄町、上庄村、五箇村、阪谷村、富田村、乾側村及び小山村が合併して、大野市が発足する。

## 経済
農業
『大日本篤農家名鑑』によれば五箇村の篤農家は、「松山六兵衛、加藤宇左衛門、高山藤九郎、三橋惣左衛門、中村喜太郎」などである。

## 交通

### 鉄道路線
現在は旧村域に越美北線の勝原駅が所在するが、当時は未開業。

### 道路
- 国道158号